# Abdallah Tazi
Abdallah Tazi (en árabe: عبدالله تازي‎, Marruecos, 30 de noviembre de 1944) es un exfutbolista de Marruecos que jugó en la posición de centrocampista.

## Carrera

### Club
Jugó toda su carrera con el MAS Fez de 1963 a 1983, con el que fue campeón nacional en tres ocasiones y ganó una copa nacional.

### Selección nacional
Jugó para Marruecos en 32 ocasiones de 1967 a 1978 y anotó cinco goles; participó en los Juegos Olímpicos de Múnich 1972 y en tres ediciones de la Copa Africana de Naciones.

## Logros
- Botola (3): 1965, 1979, 1983
- Copa del Trono (1): 1980